# 염소 소독
염소 소독(鹽素消毒,Water chlorination)은 수처리에서 염소의 살균 효과를 이용한 소독을 말한다.

## 잔류염소
잔류염소(殘留鹽素)는 염소 소독을 거친 물에 소독한 지 30분 후에 남아 있는 염소의 양으로 오르토톨루이딘 시약으로 잔류 염소 농도를 분석할 수 있다.

## 결합잔류염소
결합잔류염소(結合殘留鹽素)는 물을 염소로 소독할 때, 수중에 포함되어 있는 다른 성분과 결합하여 남아 있는 염소. 주로 미생물, 암모니아, 유화 수소, 철, 망가니즈 따위와 결합하는 경우가 많다.

## 유리잔류염소
유리잔류염소(遊離殘留鹽素)는 염소로 물을 소독했을 때 차아염소산과 차아염소산 이온의 형태로 남아 있는 염소 성분이다. 한편 총잔류염소는 염소로 소독한 물속에 남아 있는 유리 염소와 결합 염소의 총합이다.

## 파과점
파과점(破過點)은 누출 곡선에서 용질이 누출되기 시작하는 점이다. 고정상의 이온 교환 능력이 포화 상태에 이르러 더 이상 용질이 흡착하지 못하게 되는 지점으로, 유출액의 용질 농도가 급격히 증가하기 시작하여 이후 넣은 용액의 용질 농도와 동일하게 된다.

## 반응
염소가 물속에서 반응하는 예
물에 용해되면 염소는 염소, 차아염소산(HOCl) 및 염산(HCl)의 평형 혼합물로 전환된다.
Cl2 + H2O ⇌ HOCl + HCl
산성 용액에서 주요한 종류는 Cl2와 HOCl인 반면, 알칼리성 용액에서는 거의 대부분이 ClO-(차아염소산염 이온)로 존재하지만 매우 적은 농도의 ClO2-, ClO3-, ClO4-도 발견된다. 그중에서 ClO3-는 클로레이트(chlorate)로 분류된다.

## 같이 보기
- 수돗물
- 차아염소산나트륨